# Rytis Vaišvila
Rytis Vaišvila (* 23. Mai 1971 in Klaipėda, Litauische SSR) ist ein litauischer Basketballtrainer und ehemaliger Basketballspieler.

## Leben
Bei den Olympischen Sommerspielen 1996 (in Atlanta) gewann er Bronze mit der Basketball-Mannschaft der Herren.
Von 2009 bis 2010 trainierte „Tan Tan“ in China, aber wurde gekündigt.

## Trainer
Chefcoach
- 2007–2008: Nafta-Uni-Laivitė, Klaipėda
- 2008–2009: Neptūnas Klaipėda
- 2009–2010: Sianjang „Tan Tan“
- 2010: Neptūnas Klaipėda
- seit 2012: Gargždai Bremena-Gargždai, Gargždai